# Taringa (gasterópodo)

Taringa es un género de moluscos nudibranquios de la familia Discodorididae.

## Especies
El género Actinocyclus incluye un total de 11 especies descritas:
- Taringa aivica  Marcus & Marcus, 1967
- Taringa armata  Swennen, 1961
- Taringa ascitica  Ortea, Perez & Llera, 1982
- Taringa bacalladoi  Ortea, Perez & Llera, 1982
- Taringa caudata  Farran, 1905
- Taringa faba  Ballesteros, Llera & Ortea, 1985
- Taringa halgerda  Gosliner & Behrens, 1998
- Taringa oleica  Ortea, Perez & Llera, 1982
- Taringa pinoi  Perrone, 1985
- Taringa telopia  Marcus, 1955
- Taringa tritorquis  Ortea, Perez & Llera, 1982

Especies cuyo nombre ha dejado de ser aceptado por sinonimia:
- Taringa fanabensis Ortea & Martínez, 1992: aceptado como Taringa millegrana  Alder & Hancock, 1854 : aceptado como Aporodoris millegrana (Alder & Hancock, 1854)
- Taringa millegrana  Alder & Hancock, 1854 : aceptado como Aporodoris millegrana (Alder & Hancock, 1854)
- Taringa tarifaensis  Garcia-Gomez, Cervera & Garcia-Martin, 1993 : aceptado como Taringa millegrana  Alder & Hancock, 1854 : aceptado como Aporodoris millegrana (Alder & Hancock, 1854)